# Mare de Déu de Foix
La Mare de Déu de Foix és una església del municipi de Torrelles de Foix (Alt Penedès) inclosa en l'Inventari del Patrimoni Arquitectònic de Catalunya.

## Descripció
L'església està situada damunt d'un penya-segat prop de la capçalera del riu Foix, a 643 m d'altitud. És un edifici d'una sola nau coberta amb una volta de canó lleugerament apuntada, sostinguda per arcs torals. L'absis és hexagonal, amb nervis i clau de volta esculpida. La porta d'accés, situada al mur lateral de migdia, és adovellada i d'arc de mig punt. A la façana de ponent s'eleva el campanar d'espadanya, de quatre obertures d'arc de mig punt. Una muralla envolta l'església i la rectoria annexa.

## Història
Hi ha referències de l'existència d'una capella en aquest lloc des de l'any 608, reedificada l'any 730. En 1198 Guillem de la Granada, senyor del veí Castell de Foix, va deixar ordre testamentària que fos construïda una església. Se sap que el 1263 es van fer obres d'ampliació i que durant el segle xiv s'hi consagraren els tres altars, dedicats a la Mare de Déu, Sant Miquel i Sant Macari. L'any 1557 l'església experimentà diverses reformes i el 1598 es feu la sagristia. Ja en el segle xviii es va fer la Capella del Sant Crist (1705) i es va remodelar l'absis. Va ser parròquia fins a la fi del segle xix, quan hi fou assassinat el darrer rector. En els anys vuitanta estava en procés de restauració. És la patrona del Penedès i té uns Goigs dedicats que relaten la història de la Mare de Déu de Foix.
El 2024 va ser inclosa al projecte Miravinya, ruta turística dels miradors del Penedès.